# Пасваліський район
Пасваліський район (лит. Pasvalio rajono savivaldybė) — муніципалітет районного рівня на півночі Литви, що знаходиться у Паневежському повіті. Адміністративний центр — місто Пасваліс.

## Географія
Через район протікає річка Муса з притоками Мажупе, Левуо, Пивеса, Татула. В районі є 2 озера та 4 великих ставка.

## Адміністративний поділ та населені пункти
Район включає 11 староств:
- Дауєнайське (лит. Daujėnų seniūnija; Дауєнай)

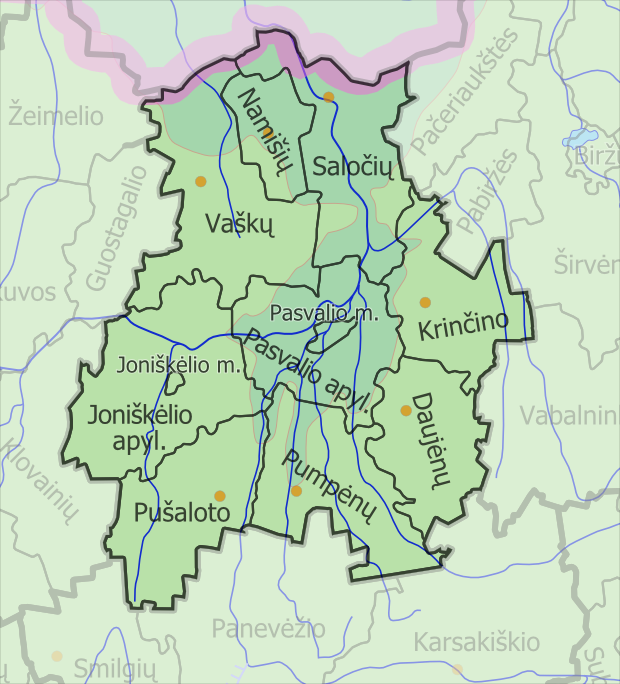
Староства Пасваліського району

- Йонишкеліське повітове (лит. Joniškėlio apylinkių seniūnija; Йонишкеліс)
- Йонишкеліське міське (лит. Joniškėlio miesto seniūnija; Йонишкеліс)
- Кринчінаське (лит. Krinčino seniūnija; Кринчінас)
- Намишяйське (лит. Namišių seniūnija; Намишяй)
- Пасвальське повітове (лит. Pasvalio apylinkių seniūnija; Пасваліс)
- Пасвальське міське (лит. Pasvalio miesto seniūnija; Пасваліс)
- Пумпенайське (лит. Pumpėnų seniūnija; Пумпенай)
- Пушалотаське (лит. Pušaloto seniūnija; Пушалотас)
- Салочяйське (лит. Saločių seniūnija; Салочяй)
- Вашкайське (лит. Vaškų seniūnija; Вашкай)

Район містить 2 міста — Йонишкеліс та Пасваліс; 7 містечок — Дауенай, Крикліняй, Кринчінас, Пумпенай, Пушалотас, Салочяй та Вашкай; 398 сіл.
Чисельність населення найбільших поселень (2001):
- Пасваліс — 8 709 осіб
- Йонишкеліс — 1 477 осіб
- Пумпенай — 952 осіб
- Салочяй — 913 осіб
- Пушалотас — 885 осіб
- Вашкай — 688 осіб
- Миколишкіс — 617 осіб
- Устукяй — 615 осіб
- Нартекяй — 603 осіб
- Паєшменяй — 603 осіб

## Населення
Згідно з переписом 2011 року у районі мешкало 28 378 осіб.
Етнічний склад:
- Литовці — 98,48 % (27948 осіб);
- Росіяни — 0,59 % (167 осіб);
- Українці — 0,13 % (38 осіб);
- Білоруси — 0,1 % (27 осіб);
- Латиші — 0,08 % (22 осіб);
- Інші — 0,62 % (176 осіб).